# Лейтон-Айзек, Фрэнсис Маргарет
Фрэ́нсис Ма́ргарет Ле́йтон (англ. Frances Margaret Leighton, в замужестве — А́йзек (Isaac); 1909—2006) — южноафриканская учёная-ботаник шотландского происхождения.

## Биография
Фрэнсис Маргарет Лейтон родилась 8 марта 1909 года в Кинг-Уильямс-Тауне в семье шотландского садовода Джеймса Лейтона (1855—1930). В 1927 году поступила в Университет Родса, который окончила в 1931 году со степенью магистра наук. После окончания университета Лейтон работала в Гербарии Болуса Кейптаунского университета.
В 1936 году Фрэнсис вышла замуж за ботаника валлийского происхождения Уильяма Эдвина Айзека (1905—1995), также работавшего в Гербарии Болуса. Один из их сыновей, историк Рис Айзек, был в 1983 году удостоен Пулитцеровской премии по истории. Его брат-близнец Глинн был археологом и антропологом, работал профессором Гарвардского университета.
С 1950-х годов Лейтон-Айзек активно выступала против политики апартеида, проводимой правительством ЮАР. В 1961 году Айзеки переехали в Кению, Уильям Эдвин стал профессором Университета Найроби. В 1971 году они поселились в деревне Блэргоури близ Мельбурна. Фрэнсис Маргарет Айзек пропагандировала охрану окружающей среды Австралии, была избрана почётным ботаником Общества по охране природной флоры Австралии.
Фрэнсис Маргарет Лейтон-Айзек скончалась 8 января 2006 года.
Гербарные образцы, собранные Ф. М. Лейтон-Айзек, хранятся в Кейптаунском университете (CT), Гербарии Болуса (BOL), Ботаническом саду Миссури (MO), Гербарии Комптона (NBG) и Национальном гербарии (PRE) Южноафриканского национального института биологического разнообразия и в гербарии Южноафриканского национального музея (SAM).

## Некоторые научные работы
- Leighton, F.M. A revision of the South African species of Ornithogalum L. Parts I & II (англ.) // South African Journal of Botany[англ.] : journal. — Elsevier, 1944. — Vol. 10. — P. 83—122.
- Leighton, F.M. The genus Agapanthus L'Heritier. — Kirstenbosch, 1965. — 50 p.

## Некоторые виды растений, названные в честь Ф. М. Лейтон
- Bergeranthus leightoniae L.Bolus, 1950
- Delosperma leightoniae Lavis, 1967
- Lampranthus francesiae H.E.K.Hartmann, 1998
- Mesembryanthemum leightoniae L.Bolus, 1935 [≡ Lampranthus leightoniae (L.Bolus) L.Bolus, 1939]
- Psilocaulon leightoniae L.Bolus, 1936